# Klikawa
Klikawa [pronunciación en polaco: /kliˈkava/] es un pueblo ubicado en el distrito administrativo de Gmina Puławy, dentro del Condado de Puławy, Voivodato de Lublin, en Polonia oriental. Se encuentra aproximadamente a 4 kilómetros al oeste de Puławy y a 50 kilómetros al oeste de la capital regional Lublin.

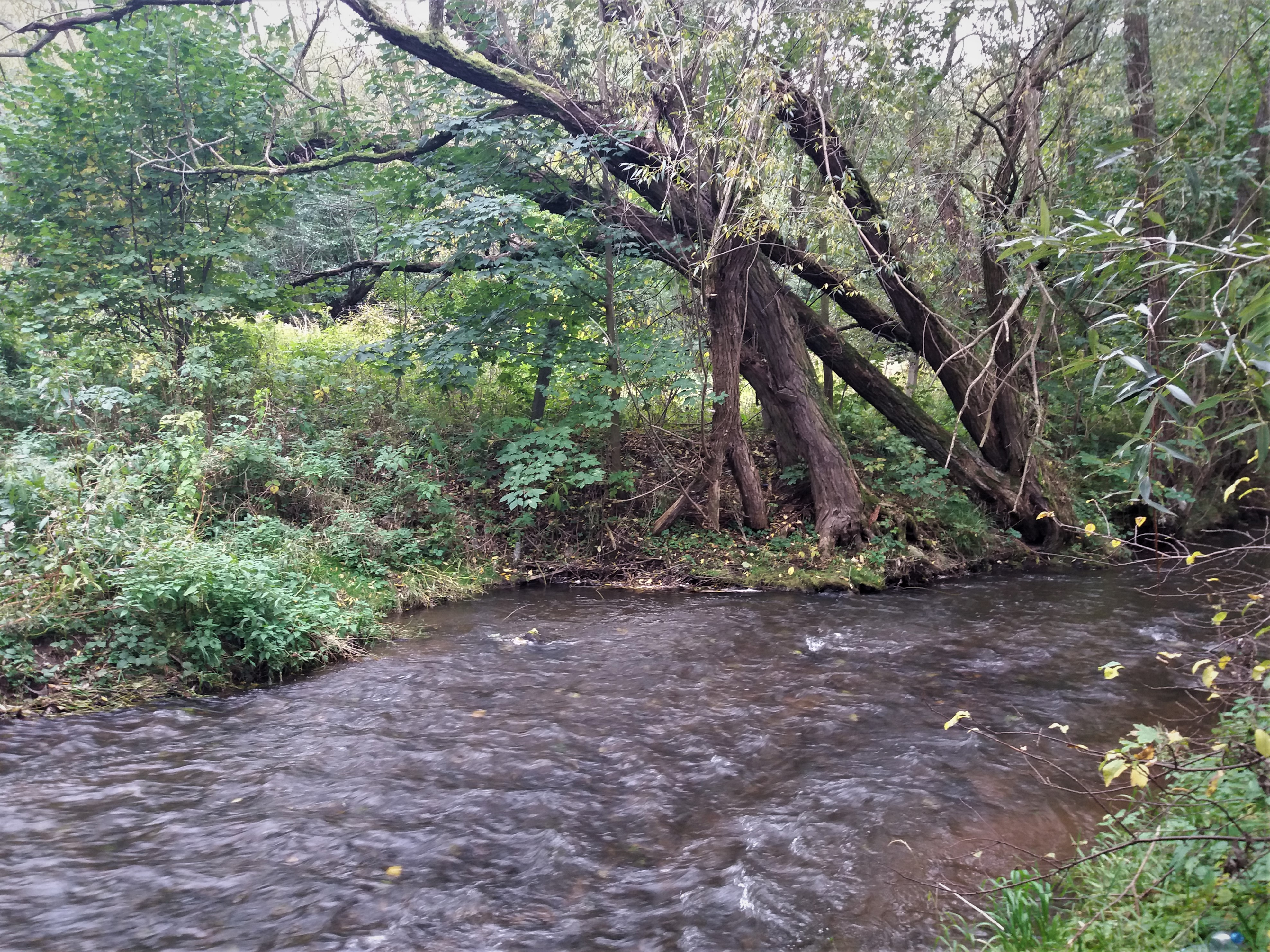
Vista desde los bancos checos a polacos

El pueblo tiene una población de 480 habitantes.